# 阿子营街道
阿子营街道是中华人民共和国云南省昆明市盘龙区下辖的一个街道办事处，由盘龙区松华坝水源保护区管理。

## 历史
原为嵩明县阿子营乡。2009年，撤乡设镇。2009年8月1日起，由昆明市盘龙区托管，由盘龙区松华坝水源保护区管理委员会管理。2011年3月，阿子营镇撤镇设街道。2017年11月16日，云南省人民政府批复同意将嵩明县阿子营街道划归盘龙区管辖；2018年3月28日正式划归盘龙区管辖。

## 行政区划
阿子营街道下辖以下村级行政区划单位：
阿子营村、马军村、候家营村、鼠街村、羊街村、果东村、大竹园村、者纳村、铁冲村、牧羊村、甸头村、阿达龙村、岩峰哨村和朵格村。